# Pintura flamenga

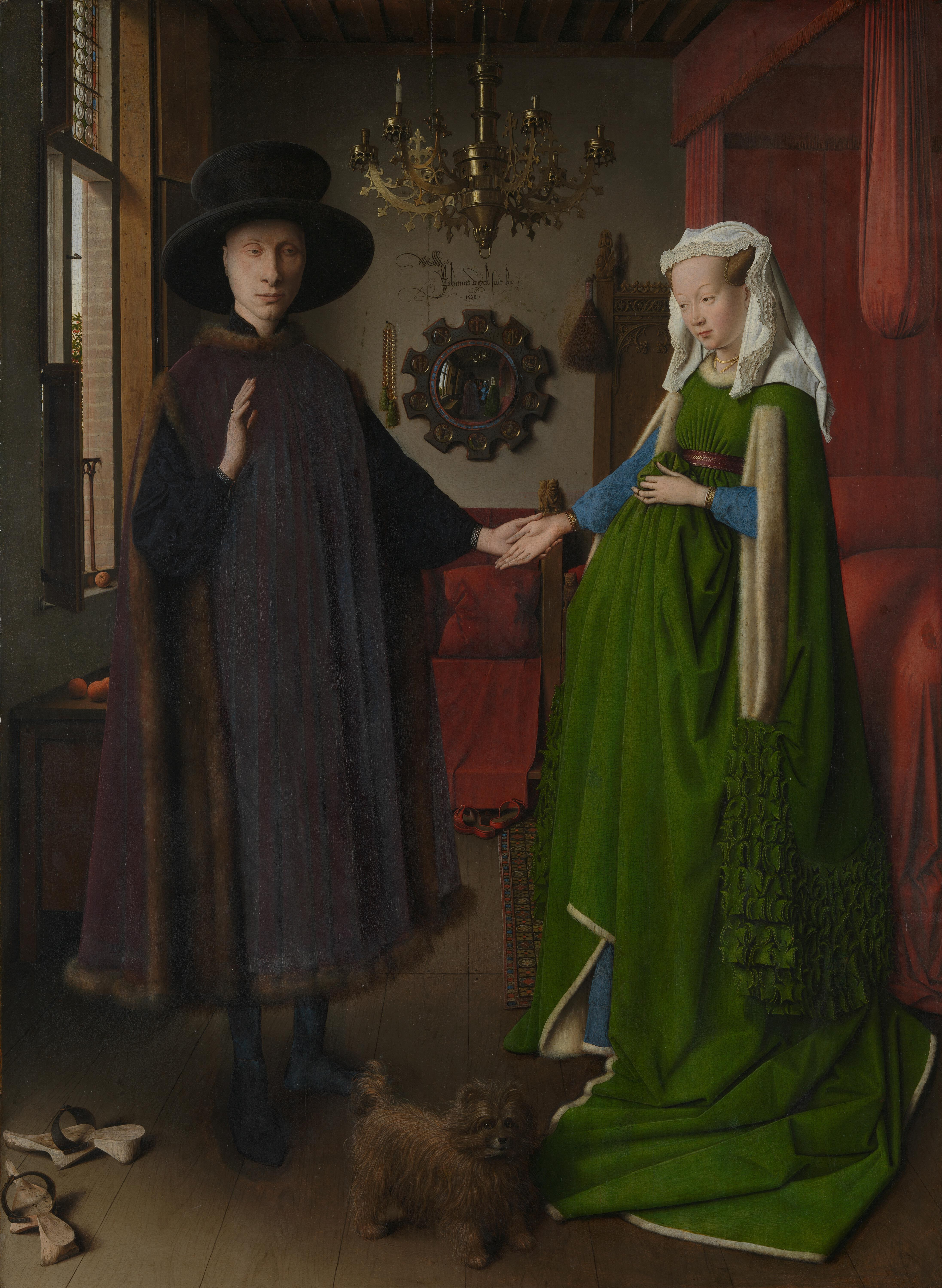
O Casal Arnolfini de Jan van Eyck.

A pintura flamenga refere-se à produção artística realizada no começo do século XV até o século XVII na região de Flandres.  A pintura flamenga surgiu através do desenvolvimento de uma mentalidade burguesa (comércio e banca; mercado da arte) e está ligada a uma evolução ideológica para novas formas menos transcendentais para com a Natureza: cultura visual fundamentada em tradições que privilegiam a observação atenta do mundo natural e valorizam a superfície material da imagem.
À visão sintética e unitária da perspectiva linear, contrapõe-se na pintura flamenga, uma análise meticulosa da realidade integrada numa concepção mais empírica do espaço. O elemento unificador é a luz que envolve todas as partes da representação, valorizando os mínimos pormenores.
O resultado é uma descrição extremamente precisa da riqueza do universo visivel, onde o espaço atribuido ao homem não é central nem exclusivo, pois cada elemento, quer seja um objecto do quotidiano ou uma parte da paisagem, merece ser representado e adquire um significado simbólico.

## Gótico tardio
Os chamados Pintores flamengos primitivos foram os primeiros a desenvolver e popularizar o uso da pintura a óleo. A origem da sua arte provém das iluminuras do final do período Gótico. Entre eles estavam: Jan van Eyck, Hans Memling, Hugo van der Goes e Rogier van der Weyden.

## Renascimento
A partir do século XVI, a Pintura Italiana começou a influenciar os artistas flamengos. O resultado foi uma mistura interessante de estilos, com ênfase no naturalismo e na pintura de paisagens. A cidade de Antuérpia era o principal centro cultural da região na época (Maneirismo de Antuérpia).

## Barroco
Depois do Cerco a Antuérpia (1584-1585), as províncias ao sul da Holanda permaneceram sob dominação espanhola e se separaram da recém criada República da Holanda. Embora muitos artistas tenham fugido das guerras religiosas e se mudado para o sul da Holanda, o Barroco flamengo floresceu, especialmente com a Escola de Antuérpia, durante o século XVII e artistas como Rubens, Anthony van Dyck e Jacob Jordaens.

## Declínio
Após a morte de grandes artistas como Rubens, em 1640, e o fim da Guerra dos Oito Anos, em 1648, a significância cultural de Flandres decaiu. Um renascimento da arte só aconteceu após a Revolução Belga de 1830. A partir desse período, os artistas são considerados belgas e não mais flamengos.